# 4 Cassiopeiae
Désignations
4 Cassiopeiae (en abrégé 4 Cas) est une étoile géante de la constellation boréale de Cassiopée, située à environ 790 années-lumière de la Terre. Elle est visible à l'œil nu avec une magnitude apparente qui varie légèrement autour de 4,96.

## Environnement stellaire

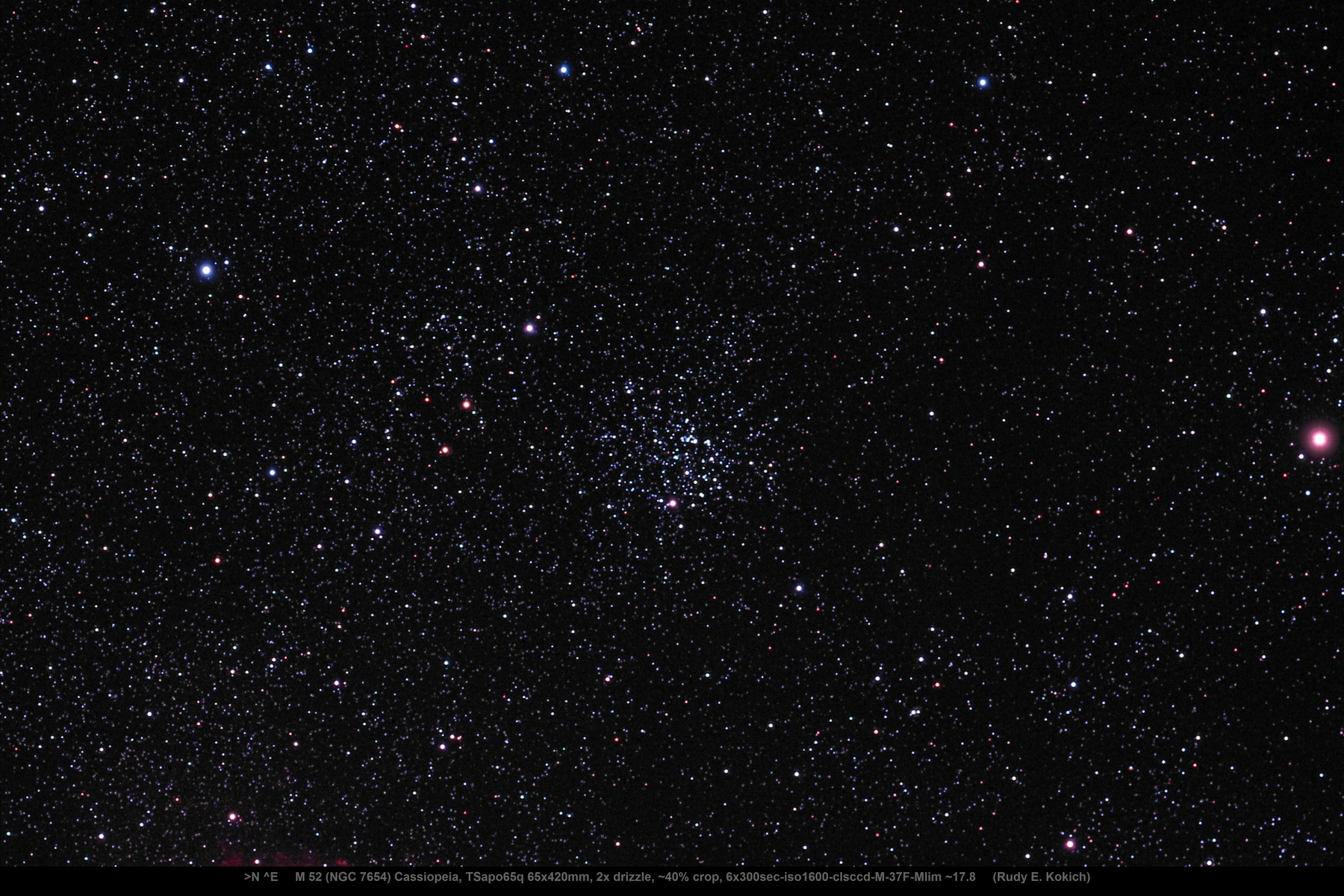
Image de M52, avec l'étoile brillante 4 Cassiopeiae située sur le côté droit (nord) de l'image.

D'après la mesure de sa parallaxe annuelle par le satellite Hipparcos, 4 Cassiopeiae est distante d'approximativement ∼ 790 a.l. (∼ 242 pc) de la Terre. À cette distance, sa magnitude visuelle est diminuée de 0,56 en raison du facteur d'extinction créé par la poussière interstellaire présente sur le trajet de sa lumière. L'étoile se rapproche du Système solaire à une vitesse radiale héliocentrique de −39 km/s.
Les catalogues d'étoiles doubles et multiples listent un certain nombre de compagnons à 4 Cassiopeiae, mais ce sont toutes des doubles optiques, des étoiles qui sont situées à des distances différentes d'elle. En date de 2016, la composante B de magnitude 9,88 était localisée à une distance angulaire de 96,40 secondes d'arc et à un angle de position de 226° par rapport à la primaire. Les composantes C, E, F, et G sont toutes plus faibles et séparées de plus deux minutes d'arc de 4 Cassiopeiae, et les composantes C et G sont elles-mêmes des doubles serrées.
L'étoile est située à 40' au nord de l'amas ouvert M52, près de la limite avec la constellation de Céphée, mais elle n'est pas membre de l'amas.

## Propriétés
4 Cassiopeiae est une étoile géante rouge de type spectral M2−IIIab, qui est actuellement située sur la branche asymptotique des géantes. C'est une variable irrégulière à longue période dont la magnitude visuelle varie entre 4,95 et 5,00.
L'étoile est 2,3 fois plus massive que le Soleil et son rayon est 78 fois plus grand que le rayon solaire. Sa luminosité est plus de 1 400 fois supérieure à celle du Soleil et sa température de surface est de 4 000 K.